# Wilhelm Friedemann Bach

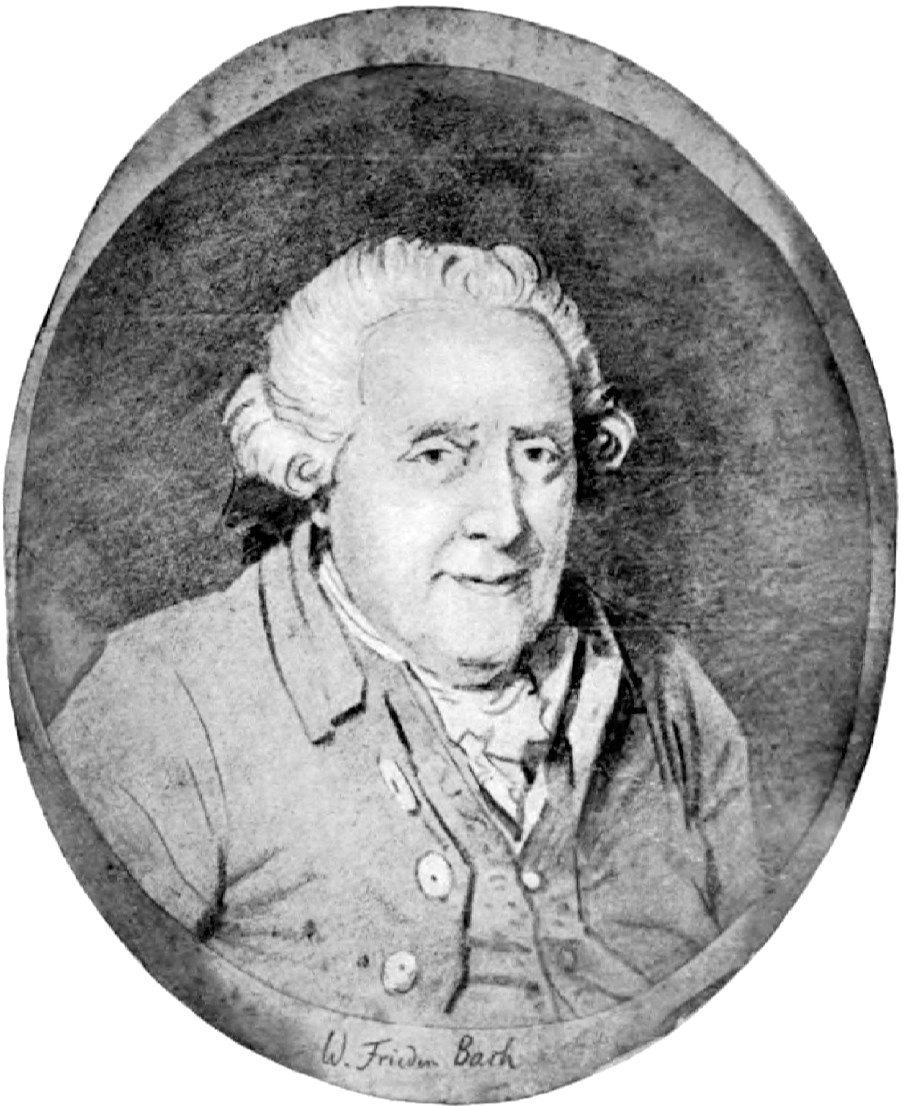
Wilhelm Friedemann Bach

Wilhelm Friedemann Bach (sinh năm 1710 tại Weimar, mất năm 1784 tại Berlin) là nhà soạn nhạc, nghệ sĩ đàn organ người Đức. Ông là con trai trưởng của nhà soạn nhạc vĩ đại Johann Sebastian Bach. Wilhelm Friedemann Bach cùng với nhiều người em của mình thuộc thời kỳ âm nhạc Cổ điển.

## Cuộc đời và sự nghiệp
Wilhelm Friedemann Bach theo học ngành luật tại Đại học Tổng hợp Leipzig (điểm này giống với nhiều nhà soạn nhạc danh tiếng, như Handel đã đi học luật tại theo ý cha mình, hay Tchaikovsky cũng đi học luật cũng bời ý kiến của bậc sinh thành. Đây là điều giống nhau rất thú vị ở nhiều nhà soạn nhạc), còn về phần âm nhạc, Wilhelm được chính người cha Johann Sebastian dạy dỗ. Để có bài tập cho đứa xon của mình, Johann Sebastian đã phải sáng tác những bản invention, những bản prelude và các tác phẩm đàn phím khác. Trong khoảng thời gian từ năm 1733 đến năm 1736, Wilhelm Friedemann Bach trở thành nghệ sĩ đàn organ cho Nhà thờ Dresden. Đứa con này của Johann Sebastian cũng là một nghệ sĩ đàn organ xuất sắc chẳng kém gì cha mình đến nỗi nhiều người đương thời coi ông là một trong những người chơi nhạc cụ này lỗi lạc nhất. Trong khi đó, Wilhelm Friedemann Bach cúng cho ra đời nhiều bản concerto và sonata cho đàn phím. Năm 1746, Bach chuyển về làm việc tại Halle. 18 năm sau, ông chuyển ra hoạt động độc lập và không nhận chức trách nào thường xuyên nữa. Trong lúc đó, ông vẫn sáng tác và biểu diễn. 20 năm cuối đời có lẽ là những năm khốn khó nhất của đứa con đầu lòng của Johann Sebastian Bach. Túng thiếu, khó khăn, đó là những gì chúng ta có thể nói về 20 năm này. Để kiếm sống, Wilhelm Friedemann Bach đã phải cầm cố, bán nhiều tác phẩm của người cha để lại. Thậm chí, ông còn sử dụng tên tuổi của người cha quá cố để gán vào những tác phẩm do chính mình sáng tác ra.
Wilhelm Friedemann Bach là một con người có thực tài về âm nhạc, cả về sáng tác cũng như biểu diễn, nhưng ông lại là người sống lang bạt.

## Phong cách sáng tác
Wilhelm Friedemann Bach có những bản Fantasia đi trước thời đại, biết kết hợp khoa học đối vị cổ xưa với cảm hứng lãng mạn, thậm chí mang cả phong cách của chủ nghĩa ấn tượng, những phong cách đã nảy nở trong nền âm nhạc cổ điển thể kỷ XIX. Friedemann Bach có những đóng góp không nhỏ và không thua kém gì đứa em Carl Philipp Emanuel trong việc định hình những hình thức hiện đại của các thể loại sonata và concerto. Những tác phẩm của người con cả của Johann Sebastian Bach tuy được ít người biết tới như những tác phẩm của người cha vĩ đại, nhưng đã toát lên một tính cách rất mạnh mẽ, tính cách ấy được thể hiện rõ ràng nhất bởi đứa con này của Bach vĩ đại nếu ta đem so sánh âm nhạc của những đứa con của "chàng trai khổng lồ của âm nhạc phương Tây". 

## Các tác phẩm
1 vở opera, chín bản giao hưởng, 21 bản cantata, năm bản concerto cho piano và dan nhạc giao hưởng, các bản trio-sonata, bản sonata cho 2 cây đàn violin, chín bản sonata, 10 bản fantasia cùng rất nhiều bản fuga, choral-prelude.